# بارگ دن
بارگ دن، روستایی از توابع بخش پارود شهرستان سرباز در استان سیستان و بلوچستان ایران است.

## جمعیت
این روستا در دهستان مورتان قرار دارد و براساس سرشماری مرکز آمار ایران در سال ۱۳۸۵، جمعیت آن ۱۱۴ نفر (۲۳ خانوار) بوده‌است.
بارگ دن در سرشماری ۱۳۹۵ دارای ۱۴۲ نفر جمعیت (۳۴ خانوار) برابر با ۷۶ مرد و ۶۶ زن بوده است.